# Eroddity(s)
Eroddity(s) è un film del 2014 diretto da Steven Vasquez.

## Trama
Film ad episodi che mescola il voyeurismo omosessuale al soprannaturale.
In "Forever Mine", un ragazzo confuso è in cerca di un amore che durerà per tutta la vita.
In "A Mind of Their Own" il passato a lungo dimenticato di un adolescente lo conduce ad una breve visione del suo futuro.
In "Unsolved Christmas" un regalo di Natale finito nelle mani di un giovane voyeur lo porta a vivere delle vacanze da incubo.
In "The Way To A Man's Heart" un amante maltrattato ottiene la sua vendetta dall'oltretomba .

## Produzione
Il film è stato girato con un budget stimato di 20,000 dollari. Alcune scene del film sono mostrate nel successivo Enemies with Benefits (2016), anch'esso diretto da Steven Vasquez.

## Sequel
Visto il successo ottenuto dal film, nel 2015 il regista ne ha diretto un sequel intitolato ErOddity(s) 2.